# POLE
A DNS-polimeráz ε katalitikus alegysége a POLE gén által kódolt enzim. A DNS-polimeráz ε központi, katalitikus egysége.

## Funkció
A DNS-polimeráz ε replikatív DNS-polimeráz, génjeit a sejt proliferációja során expresszálja.

## Klinikai jelentőség
A POLE-t a POLD1-gyel együtt az adenóma multiplexszel hozták 2013-ban összefüggésbe.
A majomvírus 40 replikációjához csak a Pol α és δ szükséges, a Pol ε nem.

### Rák
Egerekben a POLE/POLD1-mutációkkal rendelkező tumorsejtek az ellenőrzőpont-blokkolásos immunterápiára jobban reagáltak, mint a vad típusú POLE-t és POLD1-et tartalmazók.

## Kölcsönhatások
A POLE fehérje-fehérje kölcsönhatásba lép a RAD17-tel, és a sejtciklus S fázisának végén kolokalizál a PCNA-val és kismértékben a DNS-polimeráz α-val.

## Fordítás
Ez a szócikk részben vagy egészben  a   POLE (gene) című angol Wikipédia-szócikk ezen változatának fordításán alapul.  Az eredeti cikk szerkesztőit annak laptörténete sorolja fel. Ez a jelzés csupán a megfogalmazás eredetét és a szerzői jogokat jelzi, nem szolgál a cikkben szereplő információk forrásmegjelöléseként.